# Manu Raju
Manu Raju (né le 9 février 1980 à Downers Grove, Illinois) est un journaliste américain et correspondant en chef de CNN au Congrès des États-Unis. Il couvre le Congrès et les campagnes politiques. Par le passé, Raju a également été correspondant sénior au Capitole pour Politico, ainsi que pour d'autres organes de presse de Washington DC.
Raju a emporté plusieurs récompenses journalistiques pour son travail à Washington et sa couverture de la politique lors de campagnes électorales. Il a été modérateur de débats lors de élection de 2014 au Sénat des États-Unis dans le Colorado et l'élection du gouverneur du Colorado de 2014. Il interview régulièrement des figures majeures de la politique américaine à la télévision nationale, notamment les présidents de la Chambre des représentants Paul Ryan et Nancy Pelosi, le chef des Républicains au Sénat Mitch McConnell, l'ancien chef de la minorité Harry Reid, les sénateurs Marco Rubio, John McCain et Lindsey Graham.

## Jeunesse et formation
Raju a grandi à Darien (Illinois). Ses parents, Dr Tonse N. K. Raju et Vidya Raju ont émigré de Karnataka, en Inde, dans les années 1970 et tous deux ont ensuite travaillé aux National Institutes of Health. Son père, Tonse Raju, est docteur en néonatalogie et ancien professeur en pédiatrie à l'université de l'Illinois à Chicago. Son grand-père, Gopalakrishna Adiga, était un poète indien. Raju fréquente le Hinsdale South High School et obtient son diplôme en 1998. Il poursuit ses études à l'université du Wisconsin à Madison, obtenant  un diplôme en administration des affaires en 2002. Pendant ses études universitaires, Raju travaille comme rédacteur sportif pour le journal étudiant The Badger Herald.

## Carrière
Raju commence sa carrière à WMTV à Madison (Wisconsin), avant de déménager à Washington D.C. en 2002. Il est employé chez Inside Washington Publishers, couvrant la politique environnementale. Il travaille ensuite pour Congressional Quarterly, The Hill et Politico, où il est reporter pendant sept ans avant de rejoindre CNN en septembre 2015. Avant de travailler pour CNN, Raju est un invité régulier de plusieurs chaînes et programmes, notamment Meet the Press à NBC News et Face the Nation à CBS. Erik Wemple, du Washington Post, qualifie son embauche à CNN de « prise magistrale » pour la chaîne.
Raju acquiert la réputation de découvrir ce dont les politiciens discutent en coulisses. Il dévoile  plusieurs affaires majeures pendant l'arrêt du gouvernement en 2013 et lors de la course à la réélection très médiatisée du chef de la minorité au Sénat, Mitch McConnell. En 2014. Raju raconte comment l'adversaire de McConnell a obtenu un bus de campagne illégal de son père, qui a ensuite été condamné à une peine de prison pour violation du financement de la campagne.
En 2016, Raju est le correspondant en chef pour CNN durant la campagne présidentielle du sénateur Marco Rubio. La campagne présidentielle de Marco Rubio couvre la lutte de l'establishment du Parti Républicain avec Donald Trump et annonce de grandes nouveautés lors des investitures au Sénat très médiatisées, y compris dans le New Hampshire.
En 2017, Raju fait la une du journal India Abroad, qui le surnomme le « roi de la Colline » pour ses reportages sur les figures essentielles de la vie politique américaine et surtout du Capitole. « Raju excelle dans les reportages à l'intérieur de la pièce », déclare un ancien rédacteur en chef de Politico. L'article qualifie Raju d'être l'« un des très rares journalistes indiens américains à occuper une position aussi importante dans les médias grand public ».
En janvier 2017, une affaire exposée par Raju fait la une de la presse, traitant d'une opération boursière qui soulève des questions légales et éthiques au sujet de Tom Price, le candidat de Trump pour le Département de la Santé et des Services sociaux des États-Unis. L'administration Trump demande une rétraction, mais l'affaire présentée par Raju est prouvée véridique. Wemple qualifie le travail de Raju de « modèle de journalisme prudent et mesuré».
Raju est connu pour poser des questions  difficiles et pointues aux dirigeants du Congrès. En 2019, la présidente de la Chambre des représentants, Nancy Pelosi, perd son calme lors d'une interview en face-à-face, qui traite principalement de la procédure de destitution du président de l'époque, Donald Trump. Après les mots de Trump à l'égard de certains législateurs, leur enjoignant de « repartir dans leur pays », le sénateur McConnell esquive la question de Raju qui lui demande s'il considérerait comme raciste le fait de dire à sa femme Elaine Chao, immigrée d'origine taïwanaise, de repartir dans son pays.
Le 6 janvier 2021, Raju est à l'intérieur du Capitole américain pendant l'assaut du Capitole par des partisans de Donald Trump, reportant en temps réel les évènements qui se déroulent autour de lui.
En 2021, CNN a annoncé la promotion de Raju en tant que Correspondant en chef au Congrès pour le réseau.

## Controverses
En 2017, CNN doit retirer un rapport exclusif, réalisé par Raju et Jeremy Herb, selon lequel la campagne Trump, et Donald Trump lui-même, ont eu accès à des documents piratés de WikiLeaks, avant que ces documents ne soient disponibles publiquement, ce qui s'avère inexact. Cela attire la critique de Julian Assange. Cependant, CNN annonce qu'aucune mesure disciplinaire ne sera engagée à l'encontre de Raju, bien qu'une erreur ait été commise, car il a suivi les standards éditoriaux de la chaîne,,,,.
En janvier 2020, Raju est qualifié de « sbire gauchiste » (« liberal hack ») par la sénatrice républicaine d'Arizona, Martha McSally, après qu'il lui ait demandé dans les couloirs du Sénat, si le Sénat ne devrait pas considérer de nouveaux éléments comme preuves dans la première procédure de destitution de Donald Trump. Raju reçoit après les faits le soutien du corps de presse du Capitole, du National Press Club et de l'Association des correspondants radio et télévision.

## Récompenses
En 2012, Raju est l'un des quatre reporters remportant le prestigieux Merriman Smith Memorial Award de la part de l'Association des correspondants de la Maison-Blanche, pour la couverture présidentielle lors de la crise du plafond de la dette de 2011. En 2015, Raju reçoit le premier prix de la Society of Professional Journalists (Société des journalistes professionnels) de Washington pour son travail sur les élections de mi-mandat de 2014, ainsi qu'un prix Eddie du magazine Folio pour un portrait de la sénatrice Elizabeth Warren qu'il a co-écrit.
En 2015, le magazine Washington Life nomme Raju l'un des « movers and shakers » de moins de 40 ans de la ville. Cette année-là, il est intronisé au « Temple de la renommée » de son lycée, Hinsdale South.
En 2017, Raju reçoit le prix Joan Shorenstein Barone 2016 pour l'excellence pour son excellence dans sa couverture des affaires du Congrès et des campagnes politiques. Il reçoit le prix lors du dîner 2017 de l'Association des correspondants radio et télévision à Washington, où l'animateur Bobby Bones note sa « ténacité » et sa couverture « implacable ». Les juges décernent le prix à Raju pour son article détaillant comment les candidats au Sénat du New Hampshire des deux partis ont eu du mal à embrasser leurs candidats présidentiels respectifs, offrant « une couverture prospective et pointue de la dynamique affectant les courses au Congrès à travers le pays » et « interrogeant habilement candidats en les poussant à aller au-delà des points de discussion. »

## Vie privée
Raju et sa femme, Archana Mehta, sont les parents de jumeaux, un garçon et une fille, nés en 2015.
Le frère de Raju, Sharat Raju, est réalisateur de films et de télévision.